# Штатлауринген
Штатлауринген (њем. Stadtlauringen) град је у њемачкој савезној држави Баварска. Једно је од 29 општинских средишта округа Швајнфурт. Према процјени из 2010. у граду је живјело 4.297 становника. Посједује регионалну шифру (AGS) 9678181.

## Географски и демографски подаци
Штатлауринген се налази у савезној држави Баварска у округу Швајнфурт. Град се налази на надморској висини од 290 метара. Површина општине износи 63,6 km². У самом граду је, према процјени из 2010. године, живјело 4.297 становника. Просјечна густина становништва износи 68 становника/km².